# Chthonius doderoi
Espèce
Synonymes
- Chthonius cephalotes doderoi Beier, 1930
- Chthonius cephalotes horridus Beier, 1934

Chthonius doderoi est une espèce de pseudoscorpions de la famille des Chthoniidae.

## Distribution
Cette espèce se rencontre en France et en Italie.

## Description
Chthonius doderoi mesure de 1,3 à 1,4 mm.

## Liste des sous-espèces
Selon Pseudoscorpions of the World (version 3.0) :
- Chthonius doderoi doderoi Beier, 1930
- Chthonius doderoi horridus Beier, 1934

## Étymologie
Cette espèce est nommée en l'honneur d'Agostino Dodero.

## Publications originales
- Beier, 1930 : Neue Höhlenformen der Gattung Chthonius (Pseudoscorp.). Annali del Museo Civico di Storia Naturale di Genova, vol. 55, p. 71-74 (texte intégral).
- Beier, 1934 : Neue cavernicole und subterrane Pseudoscorpione. Mitteilungen über Höhlen- und Karstforschung, vol. 1934, p. 53-59.